# Giornale di fabbrica Olivetti
Giornale di fabbrica Olivetti fu un periodico italiano a cadenza mensile. La prima pubblicazione risale al 1949, mentre l'ultima pubblicazione risale al 1951.

## Storia
Il giornale nasce come punto di incontro per la discussione libera e democratica di problemi che interessano e coinvolgono i lavoratori della fabbrica Olivetti, ma non solo: lo scopo è quello di dare vita a una "cultura di fabbrica" attraverso la pubblicazione di articoli di carattere culturale (arte, cinema, letteratura, teatro) uniti a quelli di attualità e di informazione sulla vita di fabbrica. Tutti sono invitati a collaborare, a prendere l’iniziativa per aprire discussioni costruttive. Sul primo numero del Giornale viene lanciato un concorso per dargli un altro titolo, ma alla fine il titolo rimane invariato. Il Consiglio di Gestione (RSI-CLNAI) della fabbrica è promotore del periodico; il direttore è Carlo Doglio, esterno all'azienda, e fanno parte del comitato di direzione Franco Momigliano e Geno Pampaloni.